# Lacanian Ink
Lacanian Ink é uma revista cultural sediada na cidade de Nova York e fundada no outono de 1990 por Josefina Ayerza para fornecer à cena intelectual americana a perspectiva teórica do pós-estruturalismo europeu. Apresenta análises importantes da teoria psicanalítica, poesia, filosofia e arte contemporânea. Um elemento distintivo de seu conteúdo é a divulgação da obra do psicanalista francês Jacques Lacan, por meio da qual os seminários ministrados por Jacques-Alain Miller em Paris VIII sobre teoria lacaniana passaram a ser disponibilizados em inglês.
Richard Kostelanetz em seu livro The Decline and Fall of a Soho Art Community observa que Lacanian Ink, juntamente com uma série de outros periódicos envolvidos na cultura contemporânea, foram testemunhas dos fenômenos da última década do século. "Hoje, existem apenas três dessas revistas que continuam existindo, Bomb Magazine e Lacanian Ink são duas delas."

## História
Desde o início, o filósofo esloveno Slavoj Žižek juntou-se ao conselho editorial, publicando os primeiros rascunhos de seus livros na revista; desde então, tem publicado regularmente na Lacanian Ink . Ele expressou apropriadamente o axioma que orienta o trabalho de Lacanian Ink : "Ao rejeitar a afirmação de identidades associadas aos estudos culturais, Lacanian Ink delineia um novo universalismo filosófico". Em 2000, o filósofo francês Alain Badiou ingressou no conselho editorial escrevendo especialmente sobre a teoria lacaniana e a tradição marxista europeia.
Em 1997, Lacan.com tornou-se o site oficial da Lacanian Ink, integrando os textos de seus vários teóricos com uma extensa seção especial sobre artistas contemporâneos. Notavelmente, os arquivos do site incluem uma grande variedade de artigos e ensaios de Slavoj Žižek, Jean-Luc Nancy e Alain Badiou, bem como de teóricos franceses modernos.